# گل‌گل سفلی (آبدانان)
گل‌گل سفلی (آبدانان)، روستایی از توابع بخش سراب‌باغ شهرستان آبدانان در استان ایلام ایران است.

## جمعیت
این روستا در دهستان سراب باغ قرار دارد و براساس سرشماری مرکز آمار ایران در سال ۱۳۸۵، جمعیت آن ۱۶۵ نفر (۲۷خانوار) بوده‌است.